# Bulbophyllum guttatum
Bulbophyllum guttatum är en orkidéart som beskrevs av Rudolf Schlechter. Bulbophyllum guttatum ingår i släktet Bulbophyllum och familjen orkidéer. Inga underarter finns listade i Catalogue of Life.